# Buhajiwka (rejon iziumski)
Buhajiwka (ukr. Бугаївка) – wieś na Ukrainie, w obwodzie charkowskim, w rejonie iziumskim. W 2001 liczyła 1245 mieszkańców, spośród których 1180 posługiwało się językiem ukraińskim, 55 rosyjskim, 9 białoruskim, a 1 innym.